# Sound Aspects
Sound Aspects ist ein deutsches Plattenlabel. Das unabhängige Label wurde Anfang der 1980er Jahre von Pedro de Freitas gegründet und veröffentlichte Musik einer Reihe vorwiegend US-amerikanischer Künstler, die dem Creative Jazz zuzurechnen sind.
Das erste Album war die 1983 aufgenommene LP „The East Side Suite“ vom John Lindberg Trio. Es folgten Alben von Faruq Z. Bey, Anthony Braxton, Marty Ehrlich, Kahil El’Zabar, Gerry Hemingway, Robin Holcomb, Wayne Horvitz, Steve Lacy, Butch Morris, Bobby Previte und Paul Smoker. Ab Ende der 1980er Jahre wurden zunehmend auch Alben europäischer Musiker der Creative-Jazz und Improvisationsszene veröffentlicht wie z. B. Georg Gräwe, Ernst Reijseger, Reiner Winterschladen, Andreas Willers oder Fritz Hauser.
Nach 1992 stellte das Label seine Produktionstätigkeit ein.

## Veröffentlichungen
Bisher erschienene Tonträger:
| SAS | Artists                                                                       | Titel                                      | Rec.      |
| --- | ----------------------------------------------------------------------------- | ------------------------------------------ | --------- |
| 001 | John Lindberg                                                                 | The East Side Suite                        | 1983      |
| 002 | Marty Ehrlich                                                                 | The Welcome                                | 1984      |
| 003 | Anthony Braxton                                                               | Composition 113                            | 1983      |
| 004 | Griot Galaxy                                                                  | Opus Krampus                               | 1984      |
| 005 | Pinguin Moschner                                                              | Tuba Love Story                            | 1984      |
| 006 | Paul Smoker Trio                                                              | Mississippi River Rat                      | 1984      |
| 007 | Spencer Barefield / Anthony Holland / Tani Tabbal                             | Live At Nickelsdorf Konfrontationen        | 1984      |
| 008 | Bobby Previte                                                                 | Bump the Renaissance                       | 1985      |
| 009 | Anthony Braxton                                                               | with Robert Schumann String Quartet        | 1979      |
| 010 | Butch Morris                                                                  | Current Trends in Racism in Modern America | 1985      |
| 011 | Kahil El’Zabar                                                                | The Ritual                                 | 1985      |
| 012 | -                                                                             | -                                          | -         |
| 013 | Steve Lacy / Ulrich Gumpert                                                   | Deadline                                   | 1985      |
| 014 | Wayne Horvitz / Butch Morris / Robert Previte                                 | Nine below Zero                            | 1986      |
| 015 | Butch Morris                                                                  | Homeing                                    | 1987      |
| 016 | Kahil El’Zabar                                                                | Another Kind of Groove                     | 1986      |
| 017 | Gerry Hemingway                                                               | Outerbridge Crossing                       | 1985      |
| 018 | Paul Smoker                                                                   | Alone                                      | 1986      |
| 019 | Wayne Horvitz / Butch Morris / Robert Previte Play the Music of Robin Holcomb | Todos Santos                               | 1988      |
| 020 | Andy Laster                                                                   | Hippo Stomp                                | 1987      |
| 021 | Kahil El’Zabar                                                                | Sacred Love                                | 1985      |
| 022 | Gerry Hemingway                                                               | Tubworks                                   | 1983–1987 |
| 023 | Anthony Braxton / Rova Saxophone Quartet                                      | The Aggregate                              | 1986/1988 |
| 024 | Paul Smoker                                                                   | Come Rain or Come Shine                    | 1986      |
| 025 | New Winds                                                                     | The Cliff                                  | 1986      |
| 026 | Robin Holcomb                                                                 | Larks, They Crazy                          | 1989      |
| 027 | Kahil El’Zabar with David Murray                                              | Golden Sea                                 | 1989      |
| 028 | Chris Brown / Larry Ochs / William Winant                                     | Room                                       | 1987/1987 |
| 029 | Clark Suprynowicz / Rinde Eckert                                              | In Sleep a King                            | 1987      |
| 030 | Spencer Barefield                                                             | After the End                              | 1989      |
| 031 | Andrew Voigt / Anthony Braxton                                                | Kol Nidre                                  | 1988      |
| 032 | Kxutrio (Heinrich Lukas Lindenmaier)                                          | Riff-ifi                                   | 1990      |
| 033 | Hans Koch / Martin Schütz / Käppeli                                           | The Art of the Staccato                    | 1988      |
| 034 | Andreas Willers with Louis Sclavis & Gabriele Hasler                          | The Private Ear                            | 1990      |
| 035 | Andy Laster                                                                   | Twirler                                    | 1988      |
| 036 | John Rapson                                                                   | Bing                                       | 1989      |
| 037 | Rova Saxophone Quartet                                                        | Long On Logic                              | 1990      |
| 038 | Anthony Braxton                                                               | Prag 1984 (Quartet Performance)            | 1984      |
| 039 | A. Spencer Barefield / Oliver Lake / Andrew Cyrille                           | Live at Leverkusener Jazztage              | 1990      |
| 040 | Kahil El’Zabar                                                                | Alika Rising                               | 1990      |
| 041 | Jason Hwang                                                                   | Unfolding Stone                            | 1989      |
| 042 | Tom Cora                                                                      | Gumption in Limbo                          | 1982      |
| 043 | Reiner Winterschladen / Krämer / Manderscheid                                 | Unroll                                     | 1989      |
| 044 | New Winds                                                                     | Traction                                   | 1991      |
| 045 | Morsch-Ach-Bla-Sor-Chester                                                    | Modaladom                                  | 1990      |
| 046 | Morsch-Ach-Bla-Sor-Chester                                                    | Esperar                                    | 1990      |
| 047 | Tatsu Aoki                                                                    | Needless to Say                            | 1992      |
| 048 | Andreas Willers                                                               | Cityscape                                  | 1992      |
| 049 | Georg Graewe / Ernst Reijseger / Gerry Hemingway                              | Zwei Nächte in Berlin                      | 1990      |
| 050 | Edward Wilkerson                                                              | Light on the Path                          | 1992      |
| 051 | Andy Laster                                                                   | Hydra                                      | 1992      |
| 052 | -                                                                             | -                                          | -         |
| 053 | Fritz Hauser                                                                  | 11 Stücke für Soloschlagzeug               | 1992      |